# Mór Than

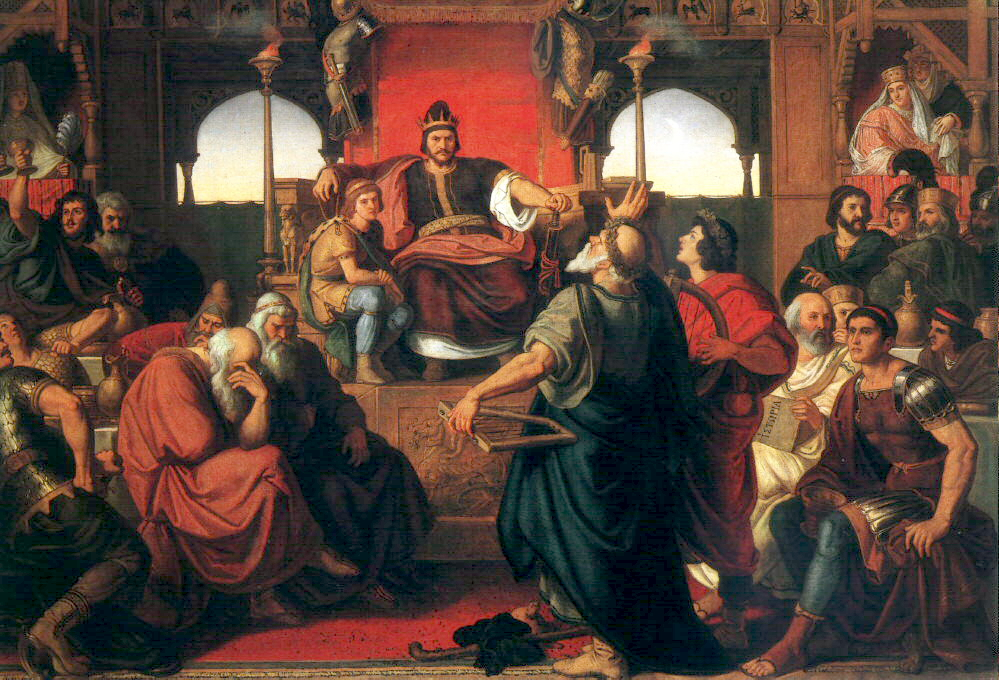
La Festa d'Àtila de Mór Than (1870), a la Galeria Nacional Hongaresa, Budapest

Mór Than va ser un pintor hongarès (1828 Óbecse/Bečej - 1899). Va educar-se a Itàlia i Viena i va cooperar amb altres pintors destacats del seu país. El seu estil és realista preimpressionista. Els temes que tractava eren principalment esdeveniments històrics i representacions mitològiques o fantàstiques. Va pintar frescos que decoren diversos edificis prominents de Budapest.